# Lemmy Caution
Lemmy Caution ist wie Jerry Cotton ein von einem Europäer erdachter FBI-Agent, der zunächst in einer Romanreihe und später auch in einer Reihe von Kinofilmen erfolgreich war.
Erdacht hat ihn der Brite Peter Cheyney. Als Cheyney 1936 den ersten Roman, This Man Is Dangerous, über Lemmy Caution veröffentlichte, war er noch Polizist, bis ihm der spätere Erfolg des Romans ermöglichte, zukünftig vom Schreiben zu leben.

## Hintergrund
Nach dem Zweiten Weltkrieg begannen sich viele Franzosen für die Kultur der amerikanischen Alliierten zu interessieren. Vor diesem Hintergrund entdeckte die französische Filmwirtschaft die beliebten Romane Peter Cheyneys als Ausgangsmaterial für die Filmreihe des Agenten Lemmy Caution.
Der Regisseur Bernard Borderie suchte für die Verfilmung nach jemandem, der das raue Aussehen eines Gangsters haben sollte, und fand seine Idealbesetzung in dem damals in Paris lebenden amerikanischen Sänger Eddie Constantine.
Constantine war bis dato nur in einer Nebenrolle aufgetreten. Trotz seiner fehlenden schauspielerischen Erfahrung konnte er das Publikum von sich überzeugen. Lemmy Caution wurde als frecher, provokanter und einfallsreicher Macho dargestellt, der Whiskey, Zigaretten und Frauen niemals abgeneigt war. Er ging stets mit Freude in einen Faustkampf und war auch gegen eine Übermacht an Gegnern stets erfolgreich. Constantine spielte Caution so überzeugend, dass, dank des stets gleichen Rollenverhaltens, auch spätere Filme mit ihm unter dem Agentennamen vermarktet wurden.
Im Gegensatz zu den Romanverfilmungen Cheyneys wurde Caution von Jean-Luc Godard in Lemmy Caution gegen Alpha 60 als müder, gealterter und depressiv wirkender Mann dargestellt. Wie Humphrey Bogart zog Lemmy, in seinen Trenchcoat gehüllt, einsam und verloren durch die Zukunftswelt. Drei Jahre zuvor hatte Sean Connery mit seinem Debüt als James Bond in Dr. No einer neuen Generation von Geheimagenten den Weg auf die Kinoleinwand gewiesen.
Lemmy Caution trat 1980 in Udo Lindenbergs Film Panische Zeiten, 1983 in zwei Folgen der österreichischen Serie Kottan ermittelt sowie 1984 in der Komödie Tiger – Frühling in Wien auf.
1989 gab es mit Le Retour de Lemmy Caution einen französischen TV-Film mit Constantine als Hauptdarsteller.
Sein letztes Gastspiel hatte Caution 1991 in Deutschland Neu(n) Null. Hier lässt erneut Godard den Agenten zum Zeitpunkt der deutschen Wiedervereinigung reaktivieren.

## Romane
Die Romane wurden von den Verlagen Pegasus, Lingen, Ullstein und Heyne in verschiedenen Übersetzungen und teilweise unter unterschiedlichen Titeln oder in Sammelbänden angeboten.
- 1948: Hiebe auf den ersten Blick Alternativ: Schwierige Damen (Original: Poison Ivy 1937), ISBN 978-3-453-10514-0.
- 1954: Rote Lippen – Blaue Bohnen (Original: Don’t Get Me Wrong 1939), ISBN 978-3-453-10479-2.
- 1955: Dieser Mann ist gefährlich Alternativ: Eine Dame stiehlt man nicht (Original: This Man Is Dangerous 1936), ISBN 978-3-453-10248-4.
- 1955: Serenade für zwei Pistolen (Original: Dames Don’t Care 1937).
- 1955: Frauen sind keine Engel Alternativ: Lemmy schießt nicht auf Blondinen (Original: Can Ladies Kill? 1938), ISBN 978-3-85286-193-7.
- 1955: 1:0 für Lemmy Caution (Original: Your Deal, My Lovely 1941), ISBN 978-3-453-10642-0.
- 1956: Im Bann der grünen Augen Alternativ: Lemmy lässt die Puppen tanzen (Original: Never a Dull Moment 1956), ISBN 978-3-453-10591-1.
- 1961: Die Geheimakten Alternativ: Wer Lemmy eine Grube gräbt (Original: I’ll Say She Does! 1945), ISBN 978-3-453-10547-8.
- 1940: You’d Be Surprised
- 1943: You Can Always Duck

## Comics
Ab 1951 erschienen Lemmys Abenteuer als Comicstrips in Tageszeitungen. Eine zusammengefasste Wiederveröffentlichung startete 2018. Als Werbung für den Film Lemmy Caution gegen Alpha 60 ließ Jean-Luc Godard 1965 in der eigens erfundenen Zeitung Figaropravda einen Comic über Lemmy zeichnen und veröffentlichen.

## Filme
- 1953: Im Banne des blonden Satans Alternativ: Zwischenlandung in Marokko. (Original: La Môme vert-de-gris.) – Verfilmung von Poison Ivy.
- 1953: Dieser Mann ist gefährlich Alternativ: FBI sucht Lemmy Caution. (Original: Cet homme est dangereux.) – Verfilmung von This Man Is Dangerous.
- 1954: Serenade für zwei Pistolen (Original: Les Femmes s’en balancent.) – Verfilmung von Dames Don’t Care.
- 1955: Rote Lippen – blaue Bohnen Alternativ: Dämchen, Diebe, Diamanten. (Original: Vous pigez?) – Verfilmung von Don’t Get Me Wrong.
- 1960: Eddie geht aufs Ganze (Original: Comment qu’elle est!) – Verfilmung von I’ll Say She Does!
- 1962: Das ist nichts für kleine Mädchen (Original: Lemmy pour les dames.).
- 1963: Zum Nachtisch blaue Bohnen (Original: À toi de faire, mignonne.) – Verfilmung von Your Deal, My Lovely.
- 1965: Lemmy Caution gegen Alpha 60 (Original: Alphaville, une étrange aventure de Lemmy Caution.)
- 1989: Le Retour de Lemmy Caution
- 1991: Deutschland Neu(n) Null (Original: Allemagne 90 neuf zéro.)

## Referenzen und Einzelnachweise
1. ↑  Lemmy Caution. In: rayonpolar.com. Abgerufen am 3. April 2020 (englisch): „En 1936, alors qu’il a le grade de lieutenant, il publie « This man is dangerous » où il met en scène un inspecteur du FBI, dénommé Lemmy Caution, au phrasé argotique (slang).“
2. ↑  Cet homme est dangereux (1953). In: filmsdefrance.com. Abgerufen am 3. April 2020 (französisch): „The films were adaptations of best selling thriller crime novels by Peter Cheyney and came at a time when American culture was well-received, if not adulated, by the French populace.“
3. ↑  Eddie Constantine, un Américain à Paris … In: encinematheque.net. Archiviert vom Original am 31. Dezember 2010; abgerufen am 3. April 2020 (französisch): „Bernard Borderie, réalisateur, recherche un type qui a “une gueule de gangster” pour incarner l’agent du F.B.I. Lemmy Caution à l’écran.“
4. ↑  Eddie Constantine. Biographie. In: cineartistes.com. Abgerufen am 3. April 2020 (französisch): „En 1953, Bernard Borderie lui confie le rôle de l’agent secret Lemmy Caution dans «La môme vert-de-gris», personnage crée par l’écrivain britannique Peter Cheyney.“
5. 1 2  Peter Cheyney Films. Just Like Eddie! In: petercheyney.co.uk. Archiviert vom Original am 22. März 2016; abgerufen am 2. Dezember 2022 (englisch).
6. ↑  Biographie. Eddie Constantine. In: cinemapassion.com. Abgerufen am 3. April 2020 (französisch): „Il débute à l’écran en 1953 et s’impose dès son second film en personnifiant le désinvolte agent du FBI, Lemmy Caution, inventé par Peter Cheyney.“
7. ↑  La Môme Vert-de-Gris. In: nanarland.com. Archiviert vom Original am 7. August 2020; abgerufen am 3. April 2020 (französisch): „Constantine n’avait guère d’expérience d’acteur (un seul film à son actif) et on peut le dire : ça saute aux yeux !“
8. ↑  Eddie Constantine. 1917–1993. In: cyranos.ch. Abgerufen am 3. April 2020 (englisch): „The part of the ladykiller endowed with wit, charme and above-average self-confidence appealed to the mass …“
9. ↑  Wer zuerst schießt, hat mehr vom Leben (Tout Feu Tout Flamme) → Lemmy Caution schlägt zu.
10. ↑  Eddie Constantine. 1917–1993. In: pause.pquebec.com. Archiviert vom Original am 27. August 2007; abgerufen am 14. September 2011 (französisch): „En 1965 le film Alphaville, dirigé par Jean-Luc Godard, détruit le mythe Lemmy Caution …“
11. ↑  Arnd Schirmer: Udo Kanzler Superstar. In: Der Spiegel. 14. April 1980, abgerufen am 3. April 2020: „Da prügelt sich Eddie Constantine, als Lemmy Caution in eine Aura von Melancholie gehüllt, in bewährter Manier …“
12. ↑  Lemmy Caution. Internet Movie Database, abgerufen am 3. April 2020.
13. ↑  Deutschland Neu(n) Null. In: Lexikon des internationalen Films. Filmdienst, abgerufen am 3. April 2020.
14. ↑  Peter Cheyney und Bradford: Lemmy Caution: 1950s Noir Garphic Novel: This Man Is Dangerous. CreateSpace Independent Publishing, 2018, ISBN 978-1719002318.
15. ↑  ÉDITIONS MATIÈRE. In: CONTREBANDES GODARD 1960-1968, Pierre Pinchon. 2018, abgerufen am 21. März 2022 (französisch).